# Eleição para governador do Arizona em 2006
A eleição para governador do estado americano do Arizona em 2006 foi realizada no dia 7 de novembro de 2006. A governadora Janet Napolitano foi reeleita. Em pesquisa divulgada no dia 12 de abril de 2006, o índice de aprovação da governadora era de 61%.
A governadora Napolitano foi reeleita com 959.830 votos, vencendo o candidato republicano, que atingiu 543.528 votos e o candidato libertário Barry Hess, que obteve 30.268 votos.